# Warner Valley
Warner Valley es un lugar designado por el censo ubicado en el condado de Plumas en el estado estadounidense de California. En el año 2010 tenía una población de 2 habitantes.

## Geografía
Warner Valley se encuentra ubicado en las coordenadas 40°24′16.47″N 121°20′27.41″O / 40.4045750, -121.3409472.